# Crnopod
Crnopod är en ort i Bosnien och Hercegovina.   Den ligger i entiteten Federationen Bosnien och Hercegovina, i den södra delen av landet, 100 km sydväst om huvudstaden Sarajevo. Crnopod ligger 168 meter över havet och antalet invånare är 197.
Terrängen runt Crnopod är platt åt nordväst, men åt sydost är den kuperad.Närmaste större samhälle är Ljubuški, 5,5 km väster om Crnopod. 
Runt Crnopod är det ganska tätbefolkat, med 93 invånare per kvadratkilometer.